# House of VHS
 (juin 2016).
Si vous disposez d'ouvrages ou d'articles de référence ou si vous connaissez des sites web de qualité traitant du thème abordé ici, merci de compléter l'article en donnant les références utiles à sa vérifiabilité et en les liant à la section « Notes et références ».
Pour plus de détails, voir Fiche technique et Distribution.
House of VHS est un film fantastique français, sorti en 2016 aux USA et au Royaume-Uni sous le titre Ghosts in the Machine. Réalisé par Gautier Cazenave, les acteurs principaux sont Florie Auclerc, Delphine Lanniel et Isabel McCann,.

## Synopsis
Six étudiants venus de différents pays découvrent un mystérieux magnétoscope et une pile de cassettes vidéo dans une maison abandonnée. Mais le pouvoir de la VHS est plus étrange que ce qu'on pourrait croire...

## Fiche technique
- Titre original : House of VHS
- Titre alternatif : Ghosts in the Machine
- Réalisation : Gautier Cazenave
- Scénario : Gautier Cazenave
- Musique : Matthieu Huvelin
- Photo : François Reumont
- Son : Yohan Piaud, Tristan de Carbon, Matthieu Tibi
- Montage : Brice Gauthier, Gautier Cazenave, Mathieu Nieto
- Producteur : Gautier Cazenave, Jean-Noël Georgel, Sylvain Peyronnet, Michel Cazenave, Gabriel Hirsch et David Aboussafy
- Format : 2,35:1
- Pays de production :  France
- Langue : anglais
- Genre : fantastique et horreur
- Durée : 83 minutes
- Dates de sortie
  - Royaume-Uni : 21 janvier 2016 (Festival Horror-on-Sea), 21 novembre 2016 (vidéo)
  - Australie : 21 septembre 2016 (vidéo)[3]
  - États-Unis : 11 octobre 2016 (vidéo)

 Sauf indication contraire, les informations mentionnées dans cette section peuvent être confirmées par la base de données cinématographiques IMDb,  présente dans la section « Liens externes ».

## Distribution
- Florie Auclerc : l'Italienne
- Isabel McCann : l'Anglaise
- Delphine Lanniel : la Belge
- Morgan Lamorté : le Français
- Pétur Sigurðsson : l'Américain
- Ruy André : l'Australien